# Cupa Mondială de Sărituri cu schiurile
Cupa Mondială de Sărituri cu schiurile este organizată anual de Federația Internațională de Schi. Primul sezon al acestei competiții s-a desfășurat între anii 1979 și 1980. Din sezonul 2011-12, există și competiție similară feminină. Concursurile au loc de obicei în Europa și mai rar în Japonia sau Statele Unite. 
În 2012, România a fost inclusă pe lista țărilor în care au loc concursuri, cu Trambulina Valea Cărbunării. Inițial, doar cu competiții în Grand Prixul de vară, ulterior și cu prezențe în Cupa Mondială feminină, precum și în cea masculină.

## Puncte
Fiecare sezon este alcătuit din 25-30 de competiții, de obicei desfășurându-se câte două competiții în același week-end, pe aceeași trambulină. O competiție presupune o rundă de calificări, manșa întâi și manșa a doua. În urma calificărilor, primii 50 promovează pentru concursul propriu-zis. Aici, cei mai buni 30 de săritori din prima manșă se califică în cea de-a doua, manșă ce se dispută în ordine inversă. Astfel, cel mai bine clasat sportiv după prima manșă va sări ultimul în cea de-a doua. Scorurile cumulate din cele două manșe reprezintă rezultatul final al competiției. Primii 30 clasați într-o competiție primesc puncte în clasamentul Cupei Mondiale. Câștigătorului îi sunt atribuite 100 de puncte, în timp ce dețintătorul locului 30 obține 1 punct.
| Locul  | 1   | 2  | 3  | 4  | 5  | 6  | 7  | 8  | 9  | 10 | 11 | 12 | 13 | 14 | 15 | 16 | 17 | 18 | 19 | 20 | 21 | 22 | 23 | 24 | 25 | 26 | 27 | 28 | 29 | 30 |
| ------ | --- | -- | -- | -- | -- | -- | -- | -- | -- | -- | -- | -- | -- | -- | -- | -- | -- | -- | -- | -- | -- | -- | -- | -- | -- | -- | -- | -- | -- | -- |
| Puncte | 100 | 80 | 60 | 50 | 45 | 40 | 36 | 32 | 29 | 26 | 24 | 22 | 20 | 18 | 16 | 15 | 14 | 13 | 12 | 11 | 10 | 9  | 8  | 7  | 6  | 5  | 4  | 3  | 2  | 1  |

## Medaliații pe sezoane
Tabelul de mai jos prezintă cei mai bine trei clasați săritori din fiecare an.
| Sezonul | Locul 1                         | Locul 2                         | Locul 3                        |
| ------- | ------------------------------- | ------------------------------- | ------------------------------ |
| 1979–80 | Hubert Neuper, Austria          | Armin Kogler, Austria           | Stanisław Bobak, Polonia       |
| 1980–81 | Armin Kogler, Austria           | Roger Ruud, Norvegia            | Horst Bulau, Canada            |
| 1981–82 | Armin Kogler, Austria           | Hubert Neuper, Austria          | Horst Bulau, Canada            |
| 1982–83 | Matti Nykänen, Finlanda         | Horst Bulau, Canada             | Armin Kogler, Austria          |
| 1983–84 | Jens Weissflog, Germania de Est | Matti Nykänen, Finlanda         | Pavel Ploc, Cehoslovacia       |
| 1984–85 | Matti Nykänen, Finlanda         | Andreas Felder, Austria         | Ernst Vettori, Austria         |
| 1985–86 | Matti Nykänen, Finlanda         | Ernst Vettori, Austria          | Andreas Felder, Austria        |
| 1986–87 | Vegard Opaas, Norvegia          | Ernst Vettori, Austria          | Andreas Felder, Austria        |
| 1987–88 | Matti Nykänen, Finlanda         | Pavel Ploc, Cehoslovacia        | Primož Ulaga, Slovenia         |
| 1988–89 | Jan Boklöv, Suedia              | Jens Weissflog, Germania de Est | Dieter Thoma, Germania de Vest |
| 1989–90 | Ari-Pekka Nikkola, Finlanda     | Ernst Vettori, Austria          | Andreas Felder, Austria        |
| 1990–91 | Andreas Felder, Austria         | Stephan Zünd, Elveția           | Dieter Thoma, Germania         |
| 1991–92 | Toni Nieminen, Finlanda         | Werner Rathmayr, Austria        | Andreas Felder, Austria        |
| 1992–93 | Andreas Goldberger, Austria     | Jaroslav Sakala, Cehia          | Noriaki Kasai, Japonia         |
| 1993–94 | Espen Bredesen, Norvegia        | Jens Weissflog, Germania        | Andreas Goldberger, Austria    |
| 1994–95 | Andreas Goldberger, Austria     | Roberto Cecon, Italia           | Janne Ahonen, Finlanda         |
| 1995–96 | Andreas Goldberger, Austria     | Ari-Pekka Nikkola, Finlanda     | Janne Ahonen, Finlanda         |
| 1996–97 | Primož Peterka, Slovenia        | Dieter Thoma, Germania          | Kazuyoshi Funaki, Japonia      |
| 1997–98 | Primož Peterka, Slovenia        | Kazuyoshi Funaki, Japonia       | Andreas Widhölzl, Austria      |
| 1998–99 | Martin Schmitt, Germania        | Janne Ahonen, Finlanda          | Noriaki Kasai, Japonia         |
| 1999–00 | Martin Schmitt, Germania        | Andreas Widhölzl, Austria       | Janne Ahonen, Finlanda         |
| 2000–01 | Adam Małysz, Polonia            | Martin Schmitt, Germania        | Risto Jussilainen, Finlanda    |
| 2001–02 | Adam Małysz, Polonia            | Sven Hannawald, Germania        | Matti Hautamäki, Finlanda      |
| 2002–03 | Adam Małysz, Polonia            | Sven Hannawald, Germania        | Andreas Widhölzl, Austria      |
| 2003–04 | Janne Ahonen, Finland           | Roar Ljøkelsøy, Norvegia        | Bjørn Einar Romøren, Norvegia  |
| 2004–05 | Janne Ahonen, Finlanda          | Roar Ljøkelsøy, Norvegia        | Matti Hautamäki, Finlanda      |
| 2005–06 | Jakub Janda, Cehia              | Janne Ahonen, Finlanda          | Andreas Küttel, Elveția        |
| 2006–07 | Adam Małysz, Polonia            | Anders Jacobsen, Norvegia       | Simon Ammann, Elveția          |
| 2007–08 | Thomas Morgenstern, Austria     | Gregor Schlierenzauer, Austria  | Janne Ahonen, Finlanda         |
| 2008–09 | Gregor Schlierenzauer, Austria  | Simon Ammann, Elveția           | Wolfgang Loitzl, Austria       |
| 2009–10 | Simon Ammann, Elveția           | Gregor Schlierenzauer, Austria  | Thomas Morgenstern, Austria    |
| 2010–11 | Thomas Morgenstern, Austria     | Simon Ammann, Elveția           | Adam Małysz, Polonia           |
| 2011–12 | Anders Bardal, Norvegia         | Gregor Schlierenzauer, Austria  | Andreas Kofler, Austria        |
| 2012–13 | Gregor Schlierenzauer, Austria  | Anders Bardal, Norvegia         | Kamil Stoch, Polonia           |
| 2013–14 | Kamil Stoch, Polonia            | Peter Prevc, Slovenia           | Severin Freund, Germania       |
| 2014–15 | Severin Freund, Germania        | Peter Prevc, Slovenia           | Stefan Kraft, Austria          |
| 2015/16 | Peter Prevc, Slovenia           | Severin Freund, Germania        | Kenneth Gangnes, Norvegia      |
| 2016/17 | Stefan Kraft, Austria           | Kamil Stoch, Polonia            | Daniel-André Tande, Norvegia   |
| 2017/18 | Kamil Stoch, Polonia            | Richard Freitag, Germania       | Daniel-André Tande, Norvegia   |
| 2018/19 | Ryōyū Kobayashi, Japonia        | Stefan Kraft, Austria           | Kamil Stoch, Polonia           |
| 2019/20 | Stefan Kraft, Austria           | Karl Geiger, Germania           | Ryōyū Kobayashi, Japonia       |
| 2020/21 | Halvor Egner Granerud, Norvegia | Markus Eisenbichler, Germania   | Kamil Stoch, Polonia           |
| 2021/22 | Ryōyū Kobayashi, Japonia        | Karl Geiger, Germania           | Marius Lindvik, Norvegia       |
| 2022/23 | Halvor Egner Granerud, Norvegia | Stefan Kraft, Austria           | Anže Lanišek, Slovenia         |
| 2023/24 | Stefan Kraft, Austria           | Ryōyū Kobayashi, Japonia        | Andreas Wellinger, Germania    |
| 2024/25 | Daniel Tschofenig, Austria      | Jan Hörl, Austria               | Stefan Kraft, Austria          |

## Recorduri
La data de 8 aprilie 2025 
| Poziția | Săritor                     |   |   |   |
| ------- | --------------------------- | - | - | - |
| 1       | Matti Nykänen (FIN)         | 4 | 1 | 0 |
| 2       | Adam Małysz (POL)           | 4 | 0 | 1 |
| 3       | Stefan Kraft (AUT)          | 3 | 2 | 1 |
| 4       | Andreas Goldberger (AUT)    | 3 | 0 | 1 |
| 5       | Gregor Schlierenzauer (AUT) | 2 | 3 | 0 |
| 6       | Janne Ahonen (FIN)          | 2 | 2 | 4 |
| 7       | Kamil Stoch (POL)           | 2 | 1 | 3 |
| 8       | Ryoyu Kobayashi (JPN)       | 2 | 1 | 1 |
|         | Armin Kogler (AUT)          | 2 | 1 | 1 |
| 10      | Martin Schmitt (GER)        | 2 | 1 | 0 |
| 11      | Thomas Morgenstern (AUT)    | 2 | 0 | 1 |
| 12      | Halvor Egner Granerud (NOR) | 2 | 0 | 0 |
|         | Primož Peterka (SLO)        | 2 | 0 | 0 |
| 14      | Simon Ammann (SUI)          | 1 | 2 | 1 |
| 15      | Peter Prevc (SLO)           | 1 | 2 | 0 |
|         | Jens Weissflog (RDG)        | 1 | 2 | 0 |
| 17      | Andreas Felder (AUT)        | 1 | 1 | 4 |
| 18      | Severin Freund (GER)        | 1 | 1 | 1 |
| 19      | Hubert Neuper (AUT)         | 1 | 1 | 0 |
|         | Ari-Pekka Nikkola (FIN)     | 1 | 1 | 0 |
|         | Anders Bardal (NOR)         | 1 | 1 | 0 |
| 22      | Vegard Opaas (NOR)          | 1 | 0 | 0 |
|         | Jan Boklöv (SWE)            | 1 | 0 | 0 |
|         | Toni Nieminen (FIN)         | 1 | 0 | 0 |
|         | Espen Bredesen (NOR)        | 1 | 0 | 0 |
|         | Jakub Janda (CEH)           | 1 | 0 | 0 |

| Poziția | Săritor                     | Victorii |
| ------- | --------------------------- | -------- |
| 1.      | Gregor Schlierenzauer (AUT) | 53       |
| 2.      | Matti Nykänen (FIN)         | 46       |
| 3.      | Stefan Kraft (AUT)          | 45       |
| 4.      | Adam Małysz (POL)           | 39       |
|         | Kamil Stoch (POL)           | 39       |
| 6.      | Janne Ahonen (FIN)          | 36       |
| 7.      | Ryōyū Kobayashi (JPN)       | 35       |
| 8.      | Jens Weissflog (RDG)        | 33       |
| 9.      | Martin Schmitt (GER)        | 28       |
| 10.     | Andreas Felder (AUT)        | 25       |
|         | Halvor Egner Granerud (NOR) | 25       |
| 12.     | Peter Prevc (SLO)           | 24       |
| 13.     | Thomas Morgenstern (AUT)    | 23       |
|         | Simon Ammann (SUI)          | 23       |
| 15.     | Severin Freund (GER)        | 22       |
| 16.     | Andreas Goldberger (AUT)    | 20       |
| 17.     | Sven Hannawald (GER)        | 18       |
|         | Andreas Widhölzl (AUT)      | 18       |
| 19.     | Noriaki Kasai (JPN)         | 17       |
| 20.     | Matti Hautamäki (FIN)       | 16       |
| 21.     | Kazuyoshi Funaki (JPN)      | 15       |
|         | Primož Peterka (SLO)        | 15       |
|         | Ernst Vettori (AUT)         | 15       |
|         | Karl Geiger (GER)           | 15       |
| 25.     | Horst Bulau (CAN)           | 13       |
|         | Armin Kogler (AUT)          | 13       |
| 27.     | Dieter Thoma (RFG)          | 12       |
|         | Andreas Kofler (AUT)        | 12       |
| 29.     | Roar Ljøkelsøy (NOR)        | 11       |
|         | Dawid Kubacki (POL)         | 11       |
| 31.     | Pavel Ploc (TCH)            | 10       |
|         | Anders Jacobsen (NOR)       | 10       |

| Poziția | Săritor                     | Podiumuri |
| ------- | --------------------------- | --------- |
| 1.      | Stefan Kraft (AUT)          | 126       |
| 2.      | Janne Ahonen (FIN)          | 108       |
| 3.      | Adam Małysz (POL)           | 92        |
| 4.      | Gregor Schlierenzauer (AUT) | 88        |
| 5.      | Simon Ammann (SUI)          | 80        |
|         | Kamil Stoch (POL)           | 80        |
| 7.      | Matti Nykänen (FIN)         | 76        |
|         | Thomas Morgenstern (AUT)    | 76        |
| 9.      | Jens Weissflog (RDG)        | 73        |
| 10.     | Ryōyū Kobayashi (JPN)       | 71        |
| 11.     | Andreas Goldberger (AUT)    | 63        |
|         | Noriaki Kasai (JPN)         | 63        |
| 13.     | Peter Prevc (SLO)           | 62        |
| 14.     | Ernst Vettori (AUT)         | 54        |
| 15.     | Severin Freund (GER)        | 53        |
| 16.     | Martin Schmitt (GER)        | 52        |
| 17.     | Andreas Felder (AUT)        | 51        |
| 18.     | Andreas Widhölzl (AUT)      | 49        |
| 19.     | Andreas Wellinger (GER)     | 43        |
| 20.     | Ari-Pekka Nikkola (FIN)     | 42        |
| 21.     | Karl Geiger (GER)           | 41        |
|         | Halvor Egner Granerud (NOR) | 41        |